# Corrado Govoni
Corrado Govoni (* 29. Oktober 1884 in Copparo, Provinz Ferrara; † 20. Oktober 1965 in Anzio) war ein italienischer Schriftsteller des Futurismus.

## Leben
Govoni stammte aus einer Bauernfamilie und begann, sich sehr früh mit den Schriften von Gabriele D’Annunzio und den französischen Symbolisten zu beschäftigen. 1903 veröffentlichte er seine ersten Verse und beteiligte sich nach seiner Übersiedlung nach Rom ab 1904 an den avantgardistischen Kreisen der Crepuscolari um Sergio Corazzini, an deren Publikationen er mitarbeitete. Nach 1910 schloss er sich den Futuristen an und befasste sich dort vor allem mit den Parole in libertà, den frei angeordneten Worten und Wortfragmenten. 1914 kam Govoni über Mailand nach Ferrara, wo er im öffentlichen Dienst tätig wurde. Der Krieg sah ihn an vorderster Front; nach dem Krieg wandte er sich der Prosa zu und entfernte sich sowohl im Stil, als auch persönlich von Marinetti und den Futuristen. Bis zu seinem Tod 1965 blieb er ein äußerst fruchtbarer Schriftsteller.     